# Elementsymbol

Elementsymbole der Altphilosophen
1 = Feuer, 2 = Erde, 3 = Wasser, 4 = Luft

Elementsymbole der Alchemisten
1 = Zinn, 2 = Blei, 3 = Gold, 4 = Schwefel, 5 = Quecksilber, 6 = Silber, 7 = Eisen

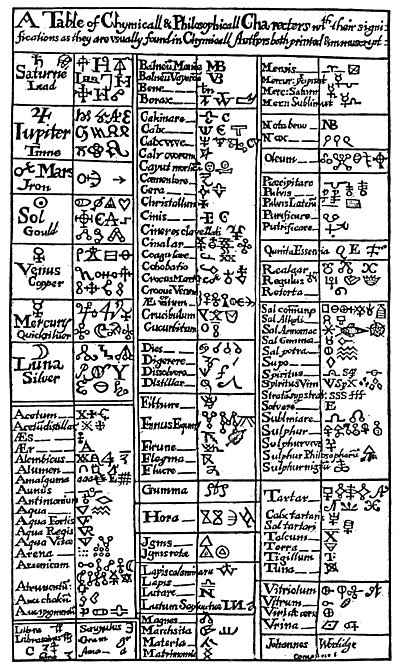
Tabelle der alchemistischen Symbole (The last Will and Testament von Basil Valentine, 1670)

Elementschreibweise nach Dalton
1 = Wasserstoff, 2 = Magnesium, 3 = Sauerstoff, 4 = Schwefel, 5 = Ammoniak, 6 = Kohlendioxid

Elementsymbole werden als Kurzschreibweise für einzelne Atome eines chemischen Elements verwendet und bestehen aus einem oder zwei Buchstaben, provisorische, aus der Ordnungszahl gebildete Elementsymbole aus drei. Diese Elementsymbole sind international (siehe IUPAC) vereinbart und werden auch in Sprachen verwendet, die andere als die lateinischen Buchstaben verwenden.

## Moderne Form
Die Symbole leiten sich von den lateinischen oder griechischen Namen, bei den neueren auch von den englischen Namen der Elemente ab. Besteht das Symbol eines Elementes aus zwei Buchstaben, so wird der erste Buchstabe groß- und der andere kleingeschrieben. Bei noch nicht endgültig benannten Elementen wird der Name aus den Ziffern der Ordnungszahl des Elements abgeleitet, wobei dazu lateinische oder griechische Zahlwörter verwendet werden. So wird zum Beispiel das Element mit der Ordnungszahl 119 als Ununennium mit dem Symbol Uue geführt (siehe: Systematische Elementnamen).
Elementsymbole in chemischen Formeln repräsentieren nicht nur die Art des Elements, sondern zugleich eine bestimmte Menge davon, und zwar jeweils ein einzelnes Atom oder ein einheitliches Vielfaches davon; üblicherweise 6,022·1023 Atome (siehe Avogadro'sche Zahl), denn das ist die der Atommasse (früher: Atomgewicht) des Elements entsprechende Menge in Gramm. Im Gegensatz zu Einzelatomen sind das Mengen, die man in chemischen Versuchen wiegen und handhaben kann und unter denen sich jeder auch etwas vorstellen kann.

## Entwicklung
Mehr als ein Jahrtausend hindurch meinten die Philosophen, die Erde bestünde aus vier Elementen: dem trockenen und warmen Feuer, der warmen und feuchten Luft, dem feuchten und kalten Wasser und der kalten und trockenen Erde (Näheres unter der Vier-Elemente-Lehre). Damit war für sie der Kreis geschlossen. Um sicherzustellen, dass sie über das gleiche Element sprechen, gaben sie ihnen Symbole. Viele Jahrhunderte danach gab es keine Diskussionen über diese Vorstellung.
Erst im frühen Mittelalter entwickelten die Alchemisten, die sich hauptsächlich mit der Herstellung von Gold aus unedlen Stoffen beschäftigten, eine Art nur von ihnen zu lesende Geheimsprache und Geheimschrift. Um ihre Versuchsergebnisse zu protokollieren, verwendeten sie Symbole für Reinstoffe, um kurze Notizen erstellen zu können. Dabei entwickelte jeder Alchemist seine eigene Formelsprache, es gab nur wenige allgemein gültige Symbole. In ihren Werken gab es daher immer eine Seite mit der entsprechenden Erklärung der chemischen Symbole.
Im Jahre 1787 erarbeitete Jean-Henri Hassenfratz zusammen mit Pierre-Auguste Adet ein System der chemischen Zeichensprache, das unter anderem den Aggregatzustand eines Stoffes verdeutlicht. Dabei verwendeten sie Zeichen wie {\displaystyle -\!\,}, {\displaystyle \triangle }, {\displaystyle \nabla }, {\displaystyle \bigodot } oder lateinische Großbuchstaben wie {\displaystyle \bigodot \!\!\!\!\!\!\!{\hbox{A}}}, {\displaystyle \bigodot \!\!\!\!\!\!\!\!{\hbox{M}}}. In letzteren Zeichen wurde gewissermaßen der Weg für Jöns Jakob Berzelius und dessen chemisches Zeichensystem gelegt.
Zu Beginn des 19. Jahrhunderts – mit der Entwicklung der Atomhypothese – vereinfachte John Dalton dieses System, indem er erstmals zwischen Elementen und Verbindungen unterschied. Für jedes damals bekannte Element führte er ein bestimmtes Kreissymbol ein, die Verbindungen beschrieb er durch eine Aneinanderreihung der entsprechenden Elementsymbole.
1814 führte Jöns Jakob Berzelius die heute gebräuchliche Symbolik ein. Er ersetzte die von Dalton definierten Symbole durch die Anfangsbuchstaben der lateinischen Elementenamen. Einige der bereits bekannten Elemente hatten jedoch den gleichen Anfangsbuchstaben. Diese Elemente erhielten daher als „Kürzel“ zwei Buchstaben. Weiter vereinfachte er die Schreibweise von Dalton dadurch, dass er die Anzahl der einzelnen Atome im Molekül nicht durch je ein einzelnes Zeichen bzw. Symbol beschreibt, sondern den Index einführte. So wurde beispielsweise aus COO die heute bekannte Schreibweise CO2.

## Beispiele

### Vom deutschen Elementnamen abweichend gebildete Symbole
- Ag = Argentum = Silber
- Au = Aurum = Gold
- Bi = Bismut = Wismut
- C = Carbon = Kohlenstoff
- Ca = Calcium = Kalzium
- Co = Cobalt = Kobalt
- Cu = Cuprum = Kupfer
- Fe = Ferrum = Eisen
- H = Hydrogenium = Wasserstoff
- Hg = Hydrargyrum = Quecksilber
- I = Iod = Jod
- N = Nitrogenium = Stickstoff
- O = Oxygenium = Sauerstoff
- Pb = Plumbum = Blei
- Sb = Stibium = Antimon
- Sn = Stannum = Zinn

### Spezielle Symbole
Für einige spezielle Fälle sind Symbole ähnlich der Elementsymbole üblich:
- D = Deuterium (Isotop des Wasserstoffs)
- T = Tritium (Isotop des Wasserstoffs)
- Ln = Lanthanoid (generisch)
- An = Actinoid (generisch)
- M = Metall (generisch)
- Ps = Positronium
- Mu = Myonium
- dreibuchstabige Symbole für Elemente, die noch keinen offiziellen Namen haben

In der organischen Chemie sind einige Symbole für Gruppen von Atomen, zum Teil als generische Bezeichnung, üblich, zum Beispiel:
- Cp = Cyclopentadien
- Me = Methylgruppe
- Ph = Phenylgruppe
- R = Seitenkette („Rest“)